# Teresa González Murillo
Teresa González Murillo (Guadalajara, 1972 - Guadalajara, 02 de abril de 2025), conocida como Teresita, fue una activista mexicana, madre buscadora perteneciente al colectivo Luz de la Esperanza Desaparecidos Jalisco, asesinada a los 53 años mientras buscaba a su hermano Jaime, víctima de desaparición forzada.

## Activismo
Era líder de comerciantes ambulantes de la zona centro de Guadalajara, por lo que tuvo problemas con el Ayuntamiento del municipio y se encontraba en la búsqueda de su hermano Jaime González Murillo, quien fue visto por última vez el 2 de septiembre de 2024 en la colonia Centro de Guadalajara, en el Estado con mayor cantidad de desaparecidos de México en 2025 según el Registro Nacional de Personas Desaparecidas y No Localizadas (RNPDNO).
Teresita apareció en material audiovisual exigiendo justicia y la aparición de las víctimas de desaparición en Jalisco, además participó en protestas por los casos de desaparecidos en México; una de sus últimas participaciones fue el 15 de marzo, por el luto nacional debido al caso Teuchitlán, lugar donde colectivos localizaron indicios y la posibilidad de fosas clandestinas en un rancho vinculado al crimen organizado.

En una protesta de familiares desaparecidos manifestó: 
No somos uno ni somos cien. Somos miles los que exigimos justicia y esclarecimiento de nuestros desaparecidos. Estos colectivos unidos seremos incansables en todas y cada una de las narcofosas. Quiero decirles: seguiremos luchando.
Previo al intento de secuestro, Teresa recibió amenazas del crimen organizado, por lo que buscaba integrarse al mecanismo de protección de derechos humanos del gobierno federal, mientras que su hija adolescente fue golpeada afuera de su escuela secundaria, situación por lo que solicitó el apoyo de la policía de Guadalajara.

## Intento de secuestro y muerte
El 27 de marzo de 2025, Teresa fue víctima de un intento de secuestro en su domicilio ubicado en San Marcos, Guadalajara, en un atentado ejecutado por tres hombres que la dejó herida de gravedad al intentar resistirse. Una de las versiones indica que tres hombres llegaron en motocicleta para intentar llevársela y al no lograrlo la hirieron con al menos dos impactos de bala para escapar posteriormente, por lo que fue trasladada a un hospital donde permaneció varios días en estado crítico.
El 3 de abril, la Comisión Nacional de Derechos Humanos (CNDH) emitió un comunicado en el que manifestó su solidaridad con la familia de la activista y las personas afectadas por su pérdida e hizo un llamado a las autoridades estatales para que el caso se investigue de manera exhaustiva y expedita, con enfoque de género y respeto a los derechos humanos, a la vez que pidió a las autoridades tanto del estado de Jalisco como de la Federación, garantizar la seguridad de las personas buscadoras, para lo cual era necesario activar los protocolos de protección que fueran necesarios.
 

Tres días después del atentado, las autoridades no habían emitido respuesta al comunicado por el colectivo Luz de la Esperanza Desaparecidos Jalisco del que formaba parte, ni fueron aplicadas medidas de seguridad, por lo que declararon:
Debería de haber un mecanismo de seguridad que se implementara en casos como este. Hasta el momento no es así. El colectivo está incorporado al mecanismo de protección de periodistas y defensores de derechos humanos de la Secretaría de Gobernación (Segob). Este domingo nos contactaron para el tema, pero todavía no tenemos respuesta de si es que se logrará activar en beneficio de Teresa y de su familia.
Al momento de la muerte de Teresita, el 2 de abril, la Fiscalía de Jalisco indicó que la investigación por el móvil del ataque correspondía a un intento de robo, por lo que eliminaron la línea de investigación del intento de secuestro por falta de pruebas, asegurando que no había vinculación con su actividad como integrante de un colectivo de búsqueda de personas, tal como lo indicaron en un comunicado: 
La víctima, de 53 años, se dedicaba a la venta de comida. Una línea de investigación apunta a que el móvil del atentado habría sido el robo de dinero. Dos de los atacantes huyeron en motocicletas, el uso de estos vehículos descarta cualquier intento de privación ilegal de la libertad. Otro testimonio indica que el día del ataque la mujer tenía en su poder una cantidad considerable de efectivo, tanto producto de sus ventas como de una “tanda” o “rifa” en la que participó, dinero que le fue sustraído esa noche. 
Su caso fue registrado como la primera carpeta de investigación bajo el protocolo de feminicidio en abril de 2025 en el Estado de Jalisco, mientras que, desde el año 2011, al menos 25 personas que buscan a sus familiares desaparecidos han sido asesinadas en México, por lo que el de Teresita sería el asesinato número 26 desde esa fecha.